# Heilige (christendom)

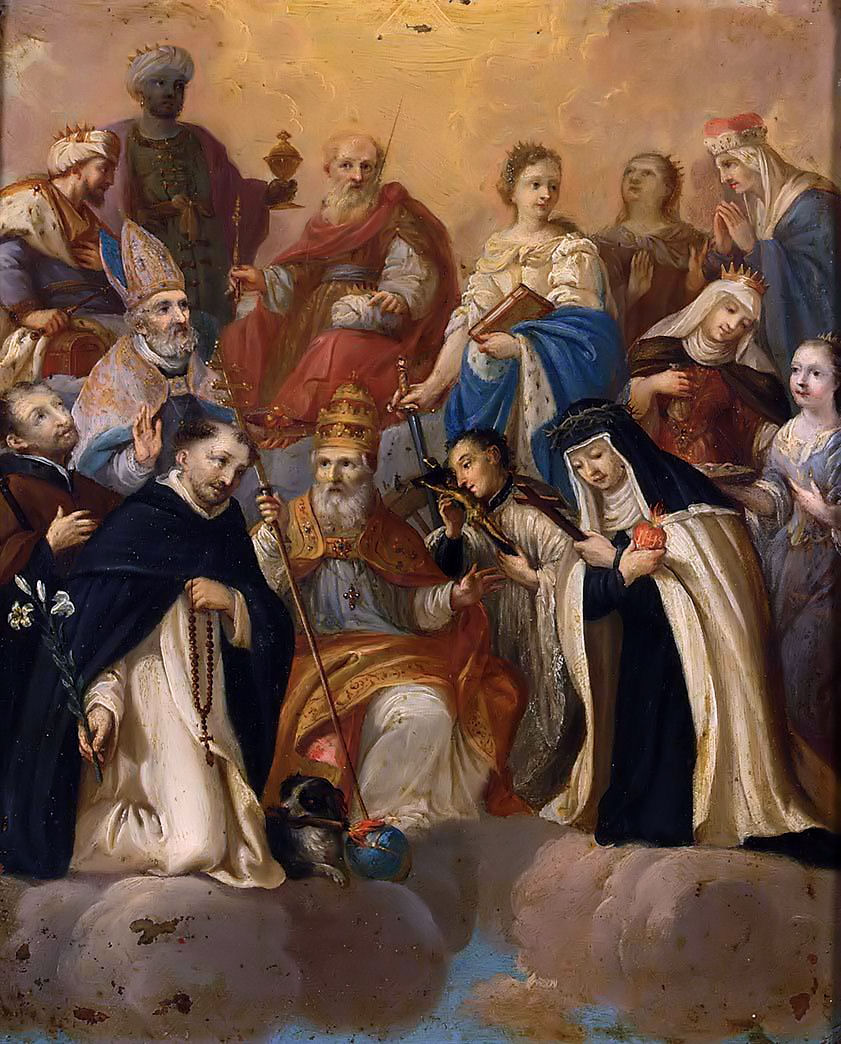
Een aantal heiligen, onder wie Theresia van Avila

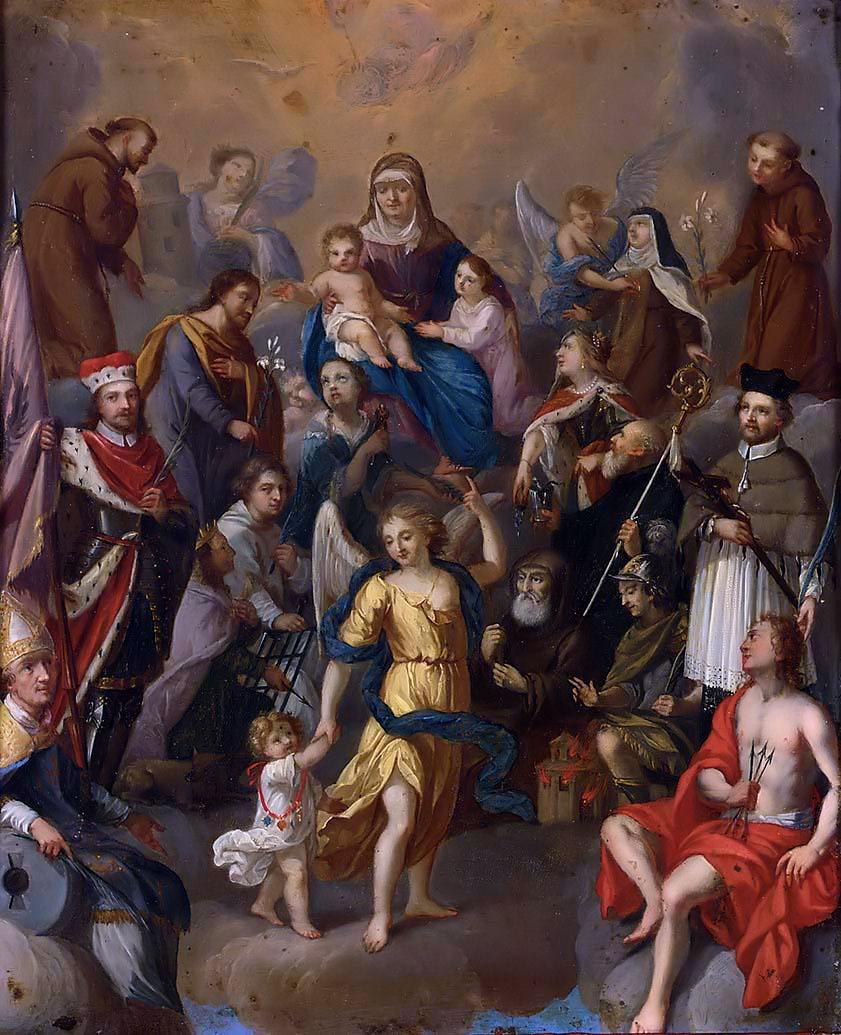
Monniken, heiligen en engelen. Schilder onbekend?

Heilige is een titel die in de verschillende christelijke denominaties wordt toegekend aan overleden personen die bijzonder rechtschapen en gelovig hebben geleefd. In een aantal kerken spelen heiligen een grote rol, in andere kerkgenootschappen is dat niet zo. Met de zaligverklaring behoort de heiligverklaring tot de hoogste onderscheidingen die de Katholieke Kerk aan overleden katholieken toekent.

## Christendom

### Geschiedenis
In de eerste eeuwen van onze jaartelling vereerde men uitsluitend martelaren. In de vroege middeleeuwen werden ook kerkvaders, woestijnvaders (heremieten) en vooraanstaande bisschoppen "heiligen" genoemd. Zij waren na hun dood, zo meenden de gelovigen, in de hemel en konden dus, net zoals de gelovigen op aarde, voor de andere gelovigen tot God bidden. De liturgie van de kerk was nog niet centraal geregeld en plaatselijke devoties speelden een grote rol.
Een bekende verzameling van beschrijvingen van heiligenlevens uit de middeleeuwen is de Legenda Aurea. In de middeleeuwen werden ook veel personen of legendarische personen heiligen omdat zij in de volksdevotie werden vereerd. Veel plaatsnamen herinneren nog aan dergelijke heiligen. Ook mensen die nog in leven waren, werden soms "heiligen" genoemd en werden na hun dood vereerd.
Pas in de late middeleeuwen trok de hiërarchie de bevoegdheid om mensen heilig te verklaren geheel aan zich: er kwam een centraal heiligverklaringsproces.
In alle kerken komen heiligennamen als voornaam veel voor. In de Germaanse landen zijn de oude Germaanse namen desondanks nooit in onbruik geraakt. Opvallend is het gebruik om veel heiligennamen (soms meer dan tien) als voornamen aan een kind te geven, maar heet het kind Michaël, dan is het gebruikelijk om het bij deze ene naam (van een aartsengel) te laten.
Beelden of schilderijen van heiligen worden vaak voorzien van een aureool of stralenkrans boven het hoofd van de heilige om de heiligheid aan te geven.

### Rooms-Katholieke Kerk
Een heilige bij de oosters-orthodoxen en rooms-katholieken is iemand die bijzonder rechtschapen en gelovig heeft geleefd, men spreekt ook van "heroïsche zedelijke deugd", en van wie wordt aangenomen dat hij of zij daardoor invloed kan uitoefenen op het leven op aarde. Hij of zij doet dat, volgens de Rooms-Katholieke leer, door middel van voorspraak bij God, dus niet zoals soms in andere religies door rechtstreeks ingrijpen of het schenken van krachtige zegen; dat zou immers de soevereiniteit van de ene God aantasten.
Heiligheid is niet voorbehouden aan de gecanoniseerde heiligen. Allen die in de hemel zijn, zijn heilig. De gecanoniseerde heiligen zijn die heiligen waarvan het Vaticaan de bijzondere verering, bij de bevolking ontstaan, heeft goedgekeurd. Een heiligverklaring of canonisatie kan tegenwoordig alleen gebeuren na iemands dood, omdat iemand tijdens zijn leven nog in zonde kan vervallen. Vanaf het moment van overlijden geldt onder normale omstandigheden een minimale wachtperiode van twaalf jaar. Het is ook mogelijk dat een overledene zonder dat deze periode wordt afgewacht en zonder verder onderzoek "bij acclamatie" heilig wordt verklaard. In de Rooms-Katholieke Kerk behoudt de paus zich sinds de late middeleeuwen het recht van heiligverklaring voor.
Om heilig te kunnen worden verklaard, is het binnen de Rooms-Katholieke Kerk noodzakelijk om postuum twee wonderen te hebben verricht, die door de kerk als zodanig erkend zijn. Bij één erkend wonder kan iemand zalig worden verklaard: dit is vaak een opstap naar een heiligverklaring. Een heiligverklaring kan tegenwoordig alleen door de paus worden uitgesproken. Tot de middeleeuwen kon ook een willekeurige bisschop dit doen, of soms werd ook wel een spontaan gegroeide cultus achteraf bevestigd (Confirmatio Cultis). Dit laatste kan tegenwoordig ook nog, zij het wel alleen door de paus. In Nederland is zo bijvoorbeeld de verering van de heilige Liduina van Schiedam kerkelijk bevestigd in de 19e eeuw, terwijl die verering zelf al vlak na haar dood in 1433 begonnen was.
De Rooms-Katholieke Kerk onderscheidt vier soorten heiligenvieringen: hoogfeest, feest, verplichte gedachtenis en vrije gedachtenis. Zo is 1 januari het hoogfeest van Maria, Moeder Gods, 9 augustus het feest ter nagedachtenis van Edith Stein, 20 augustus de verplichte gedachtenis van Bernard van Clairvaux en 14 oktober de vrije gedachtenis van Paus Callistus I.
In het Martyrologium Romanum zijn alle heiligen en zaligen van de Kerk opgenomen met een korte levensbeschrijving en met gebeden die op hun kerkelijke feestdag kunnen worden gebruikt in de Misvieringen. In 2008 verzorgde de Vereniging voor Latijnse Liturgie voor een Nederlandse vertaling van dit boek.
Men roept een heilige, vaak herkenbaar aan zijn attribuut, te hulp bij ziekte of gevaar en men vereert zijn relieken. Elke dag is een feest of gedachtenis van een heilige, iedere stad kent zijn patroonheilige en bij het doopsel krijg men de naam van een of meer heiligen. Op hoogtijdagen, dat wil zeggen een dag van een belangrijke heilige, was men vroeger vaak vrij (holyday). Bijvoorbeeld met Sint-Barbara, patrones van de mijnwerkers of met Maria-Tenhemelopneming. Er zijn veel met heiligen verbonden feesten, zoals de kermis of grote marktdagen. Er werd/wordt dan druk gehandeld in beelden van de betreffende heilige, zoals dit gebeurt in Santiago de Compostella, Fátima en Lourdes.
Heiligverklaringen hadden in de loop van de geschiedenis soms een politieke achtergrond. Elke kloosterorde wilde, en wil, een heilige in de eigen rijen tellen en oefent daarom druk uit op het Vaticaan. Ook vorstenhuizen willen heilige voorouders kunnen vereren. De nog steeds vereerde Lodewijk de Heilige van Frankrijk is daarvan een voorbeeld. Karel de Grote werd door (tegen)paus Paschalis III in het jaar 1165 heilig verklaard, maar hij wordt alleen in Aken vereerd.

### Oosters-orthodoxe kerken
De oosters-orthodoxe kerken vereren martelaren en heiligen. De verering heeft soms een politieke achtergrond; zo werden Tsaar Nicolaas II van Rusland en zijn gezin heilig verklaard.
In de liturgie en de inrichting van de kerken zijn heiligen en hun afbeeldingen, (iconen), erg belangrijk.

### Oriëntaals-orthodoxe kerken
De Syrisch-Orthodoxe Kerk van Antiochië, de Koptisch-Orthodoxe, Ethiopisch-Orthodoxe, Eritrees-Orthodoxe, Malankaarse Syrisch-Orthodoxe en Armeens-Apostolische Kerk kennen heiligen, maar erkennen hen via hun eigen procedures.  De Paus van de Koptisch-Orthodoxe Kerk van Alexandrië verklaart personen heilig na goedkeuring van een Heilige Synode. Een vereiste is dat 50 jaar moeten verstrijken na het overlijden van de kandidaat-heilige.

### Protestantse kerken
Luther en Calvijn verwierpen de gedachte dat sommige gestorven christenen vereerd moesten worden. Deze gedachte staat immers haaks op de theologische opvatting dat God volmaakt, in zijn altijd gelijkvormig en in zijn liefde steeds tot het hoogste neigend is. In plaats van een verering van heiligen gaat alle aandacht uit naar het veronderstelde Opperwezen. Volgens de protestantse leer was het vereren van relieken en heiligenbeelden in strijd met de bijbel. De conflicten hierover met de katholieke kerk leidde uiteindelijk tot de beeldenstormen. Katholieken vereenzelvigden de beelden en relieken zo sterk met de heiligen zelf dat ze ervan overtuigd waren dat beeldenstormers ogenblikkelijk de toorn Gods over zich zouden afroepen. Deels heeft het uitblijven hiervan geleid tot sterkere overtuigingskracht van de protestantse leer, deels werd juist naar bewijs (rampen en voortekenen) gezocht om hiervan de protestanten de schuld te geven.
De ontdekking van onveranderlijke natuurwetten heeft het geloof in wonderen, kenmerkend voor de heiligen, verder ondermijnd.
In het Nieuwe Testament wordt de term heilige vaak gebruikt om de eerste christenen mee aan te duiden. Daarom is bij bepaalde protestantse (evangelische) gemeenten iemand heilig, zodra hij/zij beslist zijn/haar leven aan de Heer te geven en Zijn wil te volgen.
In de Apostolische geloofsbelijdenis wordt de kerk de gemeenschap der heiligen genoemd.

### 'Heiligen' in de volkscultuur
Zelfs in steden die Rooms-katholicisme verruilden voor protestantisme, werden en worden patroonheiligen van steden en gildes in zekere zin in ere gehouden. En zelfs in kringen die het hele christendom hebben 'losgelaten', worden 'heiligen' zoals Sinterklaas en Sint Maarten  toch vaak nog met eerbied bejegend.

## Andere godsdiensten
Ook in andere godsdiensten dan het christendom worden personen erkend die voldoen aan de hoogste eisen die godsdiensten stellen. Zij kunnen als heilige worden betiteld. 

### Afro-Amerikaanse religie
Santería op Cuba, Vodou op Haïti, Umbanda in Brazilië, Candomblé en andere gelijksoortige syncretistische religies namen de Katholieke heiligen over, of ten minste hun afbeeldingen. Ze worden vereerd in kerken en op religieuze feesten als goden. De naam santería (santenkraam) was oorspronkelijk een negatieve benaming voor een aanbidding van heiligen die afwijkt van het Katholicisme.

### Boeddhisme
Boeddhisten bewonderen de Arhats en Arahanten, net als Bodhisattva's en Boeddha's.

### Hindoeïsme
Binnen het Hindoeïsme worden heiligen aangeduid met de titels Sant, Mahatma, Paramahamsa, Swami, Sri of Srila.

### Islam
De Arabische benaming wali (Arabisch ولي, meervoud Awliyā' أولياء) wordt wel vertaald als heilige. Maar de wali in de Islam moet niet verward worden met de Christelijke heilige. De vooraanstaande geleerde uit de Soennitische traditie Ahmad ibn Muhammad al-Tahawi schreef in zijn boek "Al-Aqidah At-Tahawiya":
We geven aan geen van de heilige mannen van de Ummah de voorkeur boven een Profeet maar we zeggen liever dat elke Profeet beter is dan alle awliya' samen. We geloven in wat we weten van Karamat, de wonderen van de awliya' en in verhalen over hen uit betrouwbare bronnen.
Anders dan een Profeet of Boodschapper kan een  wali ook een  vrouw zijn. Een van de bekendste vrouwelijk heilige is Rabi`a al-Adawiyya. Vaak wordt binnen de islam Ali ibn Aboe Talib, de neef of de Profeet Mohammed als de heilige der heiligen genoemd. De meeste gemeenschappen van de Sufi's, de Tarikah's, komen voort uit zijn leerstellingen. In het Sufisme worden de Awliyā' gezien als meesters in de kunst van de geestelijke zuivering. Vele Moslims bewonderen de Hadrat (letterlijk Aanwezigheid, een titel van heiligen). Onderzoekers hebben overeenkomsten gevonden tussen de verering van Sufi grootheden en Christelijke heiligen. In sommige islamitische landen bestaan heiligdommen bij de graven van Sufi heiligen, waar feestdagen in ere worden gehouden op de sterfdagen, en een traditie van wonderen.

### Jodendom
De benaming Tzadik "rechtvaardige" komt voor in de Rabbijnse en Musar literatuur en esoterische spirituele teksten in de Kabbalah. In het Chassidisch jodendom speelt de Tzadik een belangrijke rol, waarin mystiek en sociale actie wordt gecombineerd.